# إيرف هيل
إيرف هيل (بالإنجليزية: Irv Hill)‏ هو لاعب كرة قدم أمريكية أمريكي، ولد في 8 ديسمبر 1908 في فورت وورث في الولايات المتحدة، وتوفي في 7 نوفمبر 1978.

## وصلات خارجية
- إيرف هيل على موقع مرجع كرة القدم المحترفة.كوم (الإنجليزية)